# Лучиці (Делнице)
45°22′ пн. ш. 14°47′ сх. д. / 45.37° пн. ш. 14.79° сх. д.
Лучиці (хорв. Lučice) — населений пункт у Хорватії, у Приморсько-Горанській жупанії у складі міста Делниці.

## Населення
Населення за даними перепису 2011 року становило 332 осіб.
Динаміка чисельності населення поселення:

## Клімат
Середня річна температура становить 6,70 °C, середня максимальна – 19,80 °C, а середня мінімальна – -6,88 °C. Середня річна кількість опадів – 1573 мм.
| Клімат поселення                              | Клімат поселення | Клімат поселення | Клімат поселення | Клімат поселення | Клімат поселення | Клімат поселення | Клімат поселення | Клімат поселення | Клімат поселення | Клімат поселення | Клімат поселення | Клімат поселення | Клімат поселення |
| Показник                                      | Січ.             | Лют.             | Бер.             | Квіт.            | Трав.            | Черв.            | Лип.             | Серп.            | Вер.             | Жовт.            | Лист.            | Груд.            |                  |
| Середній максимум, °C                         | 3,55             | 4,01             | 6,52             | 10,32            | 15,16            | 18,90            | 19,80            | 19,60            | 15,94            | 11,72            | 6,66             | 2,76             |                  |
| Середня температура, °C                       | −1,66            | −1,21            | 1,31             | 5,11             | 9,93             | 13,68            | 15,91            | 15,72            | 12,07            | 7,84             | 2,79             | −1,11            |                  |
| Середній мінімум, °C                          | −6,88            | −6,42            | −3,92            | −0,12            | 4,71             | 8,47             | 12,04            | 11,86            | 8,19             | 3,98             | −1,08            | −4,97            |                  |
| Норма опадів, мм                              | 101              | 102              | 119              | 138              | 119              | 138              | 99               | 119              | 142              | 171              | 184              | 141              |                  |
| Середньомісячна швидкість вітру, м/с          | 3.09             | 3.26             | 3.34             | 3.09             | 2.88             | 2.72             | 2.55             | 2.62             | 2.71             | 3.00             | 3.28             | 3.32             |                  |
| Середньомісячна сонячна радіація, кДж/м²·день | 4347             | 7154             | 10339            | 14557            | 18699            | 20200            | 21743            | 18224            | 13538            | 8886             | 4718             | 3628             |                  |
| --------------------------------------------- | ---------------- | ---------------- | ---------------- | ---------------- | ---------------- | ---------------- | ---------------- | ---------------- | ---------------- | ---------------- | ---------------- | ---------------- | ---------------- |
| Джерело:                                      |                  |                  |                  |                  |                  |                  |                  |                  |                  |                  |                  |                  |                  |